# 照鏡潭特別地區
照鏡潭特別地區（劃定於1980年2月26日）是一個位於香港新界東北部的船灣郊野公園內照鏡潭一帶的特別地區，佔地8公頃。